# آندرانیک مارگاریان
آندرانیک ناهاپتی مارگاریان (Անդրանիկ Նահապետի Մարգարյան؛ ۱۲ ژوئن ۱۹۵۱ – ۲۵ مارس ۲۰۰۷) یک سیاست‌مدار اهل ارمنستان بود که از تاریخ ۱۲ مه ۲۰۰۰ تا تاریخ ۲۵ مارس ۲۰۰۷ در سمت نخست‌وزیر ارمنستان را برعهده داشت. مارگاریان همچنین نماینده دوره‌های اول و دوم مجلس ملی جمهوری ارمنستان بوده‌است.

## زندگی‌نامه
در ۱۲ ژوئن ۱۹۵۱ در ایروان به دنیا آمد و از دانشگاه پلی‌تکنیک ارمنستان و دانشگاه دولتی مهندسی ارمنستان فارغ‌التحصیل شد. وی همچنین برنده مدال گارگین نژده و نشان افتخار مسروپ ماشتوتس مقدس شده‌است. در روز ۲۵ مارس ۲۰۰۷ بر اثر حمله قلبی درگذشت و در پانتئون کومیتاس به خاک سپرده شد.

## نگارخانه

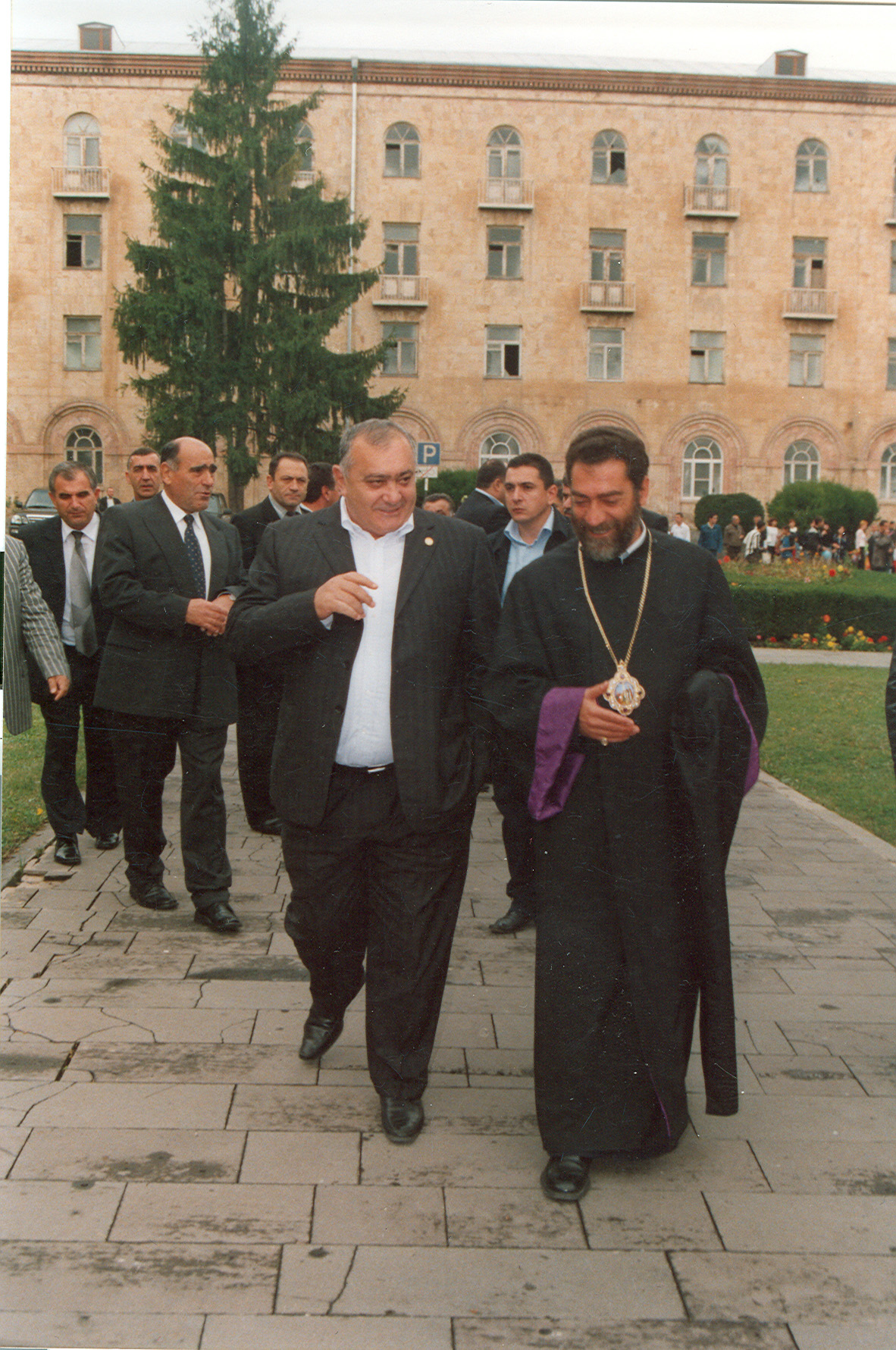
آندرانیک مارگاریان (نفر سمت چپ)
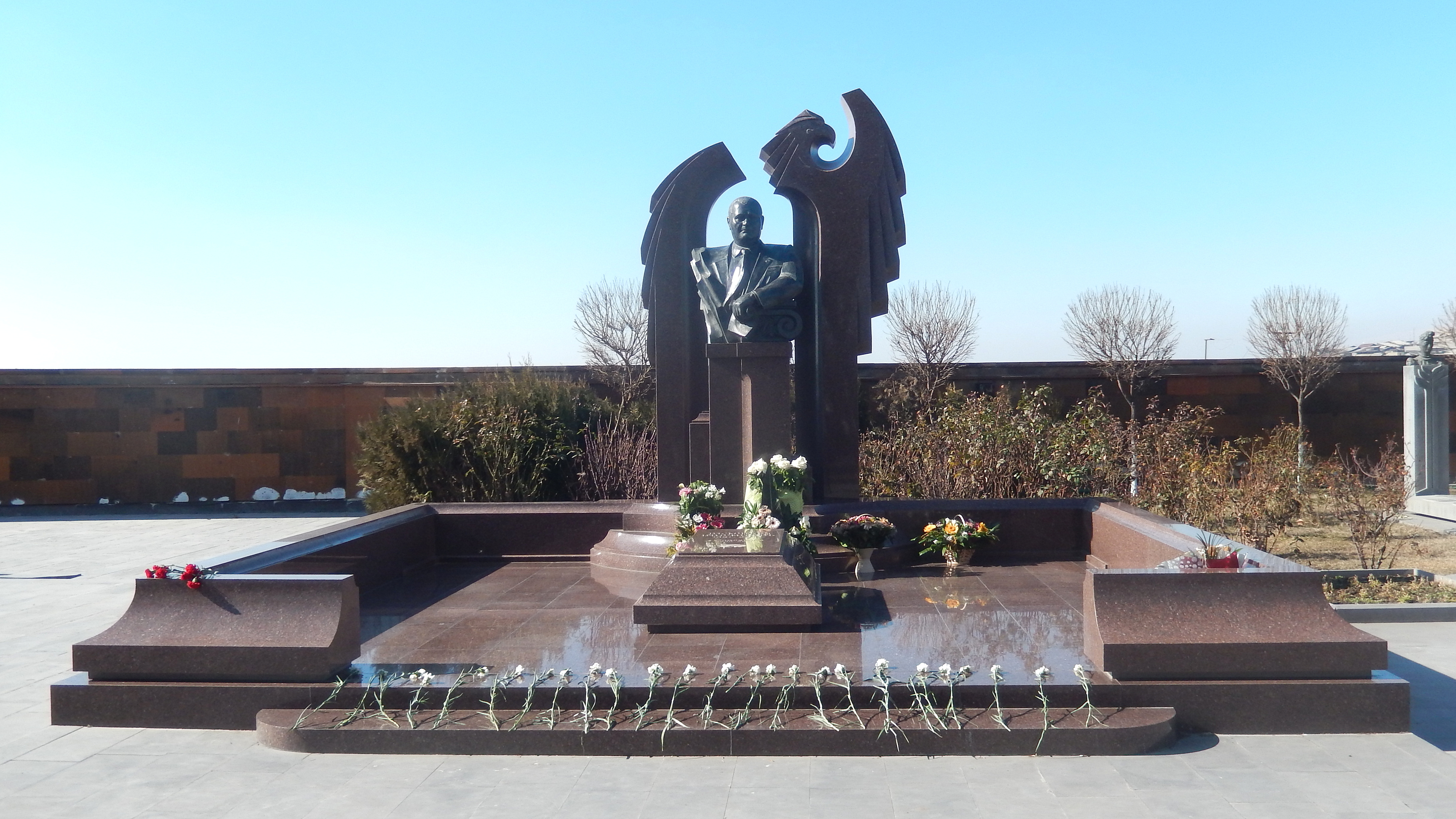